# Park historyczny Si Satchanalai
Park historyczny Si Satchanalai (taj. อุทยานประวัติศาสตร์ศรีสัชนาลัย) – jeden z 10 parków historycznych w Tajlandii w prowincji Sukhothai, utworzony w 1983 roku dla ochrony ruin duchowego i religijnego centrum królestwa Sukhothai – miasta Si Satchanalai, z licznymi świątyniami i klasztorami buddyjskimi.
W 1991 roku Si Satchanalai wraz z dawnym miastami Sukhotai i Kamphaeng Phet zostało wpisane na listę światowego dziedzictwa UNESCO.

## Położenie
Park historyczny Si Satchanalai leży ok. 50 km na północ od parku historycznego Sukhotai.

## Historia
Si Satchanalai było duchowym i religijnym centrum królestwa Sukhothai, wzniesiono tu liczne świątynie i klasztory buddyjskie. Miasto słynęło z produkcji ceramiki. W 1983 roku otwarto tu park historyczny o powierzchni 45 km².
W 1991 roku Si Satchanalai wraz z dawnym miastami Sukhotai i Kamphaeng Phet zostało wpisane na listę światowego dziedzictwa UNESCO.

## Park historyczny

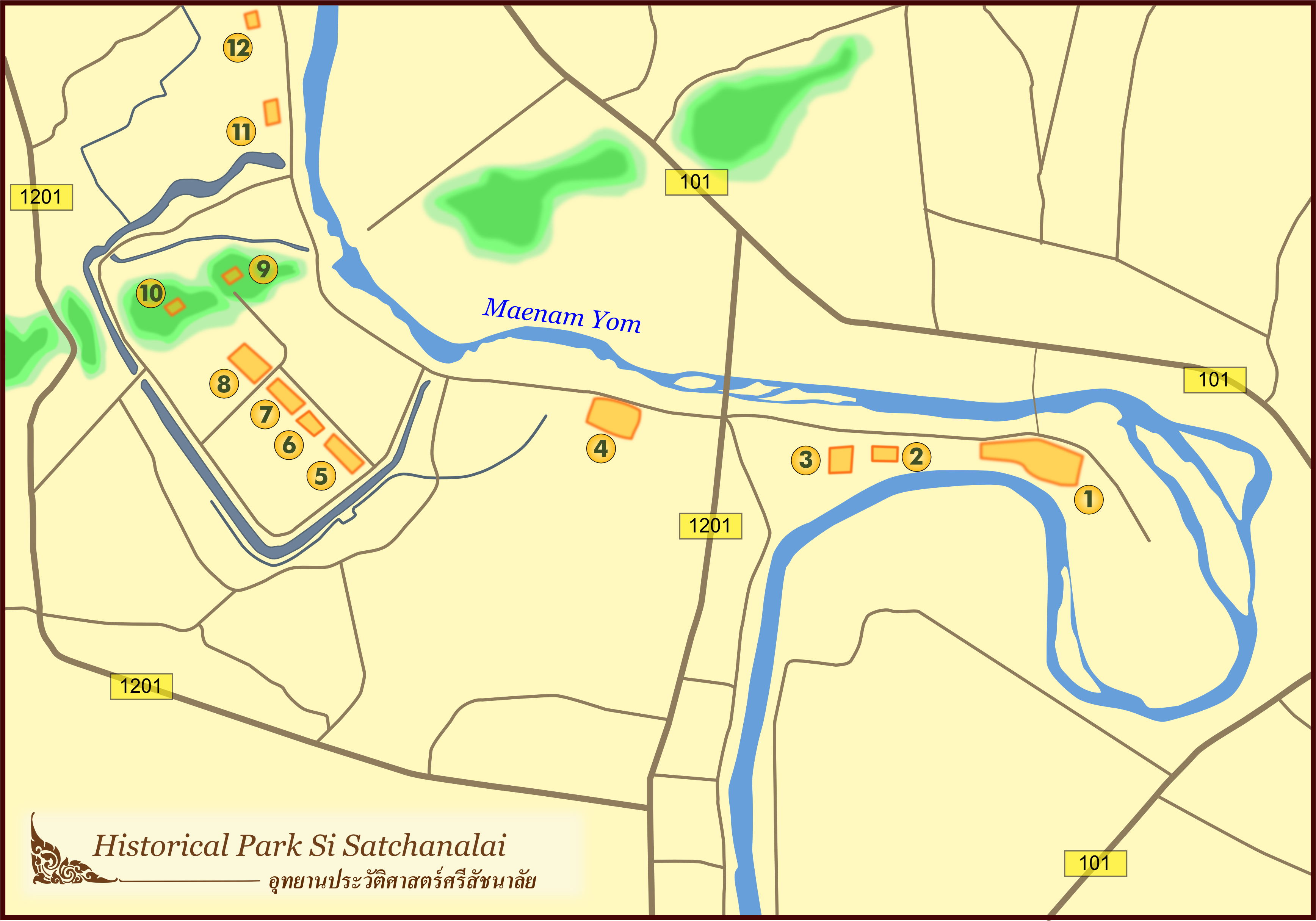
Plan parku historycznego Si Satchanalai: 1. Wat Phra Sri Rattana Mahathat/Wat Borommathat Mueang Chaliang, 2. Wat Chom Chuen, 3. Wat Chao Chan, 4. Wat ok Singkaram, 5. Wat Nang Phaya, 6. Wat Suan Kaeo Uthayan Yai, 7. Wat Chedi Chet Thaeo, 8. Wat Chang Lom, 9. Wat Khao Phanom Phloeng, 10. Wat Khao Suwan Khiri, 11. Wat Kuti Rai, 12. Tao Sangkhalok (Sangkhalok Kiln)

Na terenie parku znajduje się 140 obiektów historycznych, m.in.:
- Wat Phra Sri Rattana Mahathat (taj. วัดพระศรีรัตนมหาธาตุ หรือ วัดศรีมหาธาตุเชลียง) – pozostałości watu wzniesionego w latach 1428–1488 poza murami miasta, z prangiem w stylu Khmerów z rzeźbą przedstawiającą cztery twarze bodhisattwy Awalokiteśwary – elementu charakterystycznego dla stylu Bajon[4]. Po wschodniej stronie centralnej stupy znajduje się niewielka świątynia z przedstawieniami Buddy, a po stronie zachodniej – świątynia z przedstawieniami uczniów Buddy[4].
- Wat Chedi Chet Thaeo (taj. วัดเจดีย์เจ็ดแถว) – zachowane ruiny stupy, otoczonej przez 30 mniejszych stup wzniesionych w różnych stylach, m.in. Sukhotai i Sri Lanki[4].
- Wat Chang Lom (taj. วัดช้างล้อม) – pozostałości świątyni ze stupą w stylu syngaleskim wzniesioną na potrójnym tarasie[1]. Najniższy taras na planie kwadratu okalało 39 bogato dekorowanych rzeźb słoni[1]. Środkowy taras obiegał pas z niszami, w których znajdowały się przedstawienia Buddy[1]. Świątynia została wzniesiona w latach 1285–1291 i wyznaczała centrum miasta[5].
- Wat Nang Phaya (taj. วัดนางพญา) – pozostałości świątyni ze stupą w stylu syngaleskim z XV–XVI w.[5] Przed stupą znajduje się wielki lateryt pokryty reliefami z okresu Ayutthaya[5].
- Wat Khao Phanom Phloeng (taj. วัดเขาพนมเพลิง) – pozostałości świątyni na wzgórzu ze stupą, ruinami kolumn i posągiem siedzącego Buddy[5].
- Wat Khao Suwan Khiri (taj. วัดเขาสุวรรณคีรี) – pozostałości świątyni na wzgórzu na zachód od Wat Khao Phanom Phloeng, do XXI w. zachowała się jedynie ogromna stupa w stylu Sukhotai[5].